# Lista statuilor din București
- Statuile Giganții
- Statuia Lupoaicei
- Statuia geniului „Leul”
- Constantin Brâncusi
- Victor Eftimiu
- Nicolae Titulescu
- Ovidiu
- Miguel Cervantes
- Duiliu Zamfirescu
- Alexandru Vlahuta
- Ion Creanga
- St. O. Iosif
- Ion Luca Caragiale
- Titu Maiorescu
- Alexandru Odobescu
- Mihai Eminescu (bust)
- Vasile Alecsandri
- Nicolae Balcescu
- Bogdan Petriceicu Hasdeu
- George Cosbuc
- Statuia împăratului Traian